# Just Look Around
Just Look Around is het tweede studioalbum van de Amerikaanse punkband Sick of It All. Het album werd op 6 oktober 1992 net zoals zijn voorganger Blood, Sweat and No Tears (1989) uitgegeven via het label Relativity Records. Het album is daarna nog meerdere malen in diverse landen heruitgegeven, ook door het Nederlandse label Strength Records op lp in 2014.

## Nummers
1. "We Want the Truth" - 2:55
2. "Locomotive" - 2:12
3. "The Pain Strikes" - 3:06
4. "Shut Me Out" - 2:12
5. "What's Goin' On" - 2:10
6. "Never Measure Up" - 1:37
7. "Just Look Around" - 2:41
8. "Violent Generation" - 1:32
9. "The Shield" - 2:37
10. "Now It's Gone" - 2:10
11. "We Stand Alone" - 2:44
12. "Will We Survive" - 1:32
13. "Indust." - 2:03

## Band
- Lou Koller - zang
- Pete Koller - gitaar
- Armand Majidi - drums
- Rich Cipriano - basgitaar